# Großer Preis von Abu Dhabi 2010
Der Große Preis von Abu Dhabi 2010 (offiziell 2010 Formula 1 Etihad Airways Abu Dhabi Grand Prix) fand am 14. November auf dem Yas Marina Circuit auf der Yas-Insel statt und war das 19. und letzte Rennen der Formel-1-Weltmeisterschaft 2010.

## Berichte

### Hintergrund
Nach dem Großen Preis von Brasilien führte Fernando Alonso in der Fahrerwertung mit acht Punkten vor Mark Webber und 15 Punkten vor Sebastian Vettel. Erstmals in der Geschichte der Formel 1 hatten mit den drei Führenden und Lewis Hamilton noch vier Fahrer vor dem letzten Grand Prix die Chance auf den Weltmeistertitel. In der Konstrukteurswertung stand Red Bull-Renault bereits als Weltmeister fest. Sie führten uneinholbar mit 48 Punkten vor McLaren-Mercedes und mit 80 Punkten vor Ferrari.
Der Grand Prix war das letzte Rennen für den Reifenhersteller Bridgestone, der in den letzten 14 Jahren in der Formel 1 aktiv war. Das Safety-Car wurde in Abu Dhabi zum 250. Mal von Mercedes-Benz gestellt.
Mit Vettel (einmal) trat der einzige ehemalige Sieger zu diesem Grand Prix an.

### Training
Im ersten freien Training erzielte Vettel die schnellste Runde vor den beiden McLaren-Piloten Hamilton und Jenson Button. Bei Lotus-Cosworth übernahm Fairuz Fauzy für dieses Training das Cockpit von Heikki Kovalainen.
Im zweiten freien Training übernahm Hamilton die Führungsposition vor Vettel und Alonso.
Im dritten freien Training sicherte sich Vettel die letzte Trainingsbestzeit der Saison 2010. Webber wurde vor Hamilton Zweiter.

### Qualifying
Das Qualifying bestand aus drei Teilen mit einer Nettolaufzeit von 45 Minuten. Im ersten Qualifying-Segment (Q1) hatten die Fahrer 18 Minuten Zeit, um sich für das Rennen zu qualifizieren. Die besten 17 Fahrer erreichten den nächsten Teil. Im ersten Teil des Qualifyings erzielte Alonso die schnellste Runde. Die HRT-, Virgin- und Lotus-Piloten sowie Sébastien Buemi schieden aus.
Im zweiten Segment (Q2) war Vettel der schnellste Pilot. Die Force-India- und Sauber-Piloten sowie Jaime Alguersuari, Nico Hülkenberg und Robert Kubica schieden aus. Kubica erreichte erstmals in dieser Saison nicht den dritten Abschnitt. Die beiden Red-Bull-Piloten sind somit die einzigen Fahrer, die immer am letzten Qualifikationsabschnitt teilnahmen.
Im letzten Abschnitt (Q3) erzielte Vettel zum zehnten Mal in dieser Saison die Pole-Position. Hamilton wurde vor Alonso Zweiter. Webber ging von Position fünf ins Rennen.

### Rennen

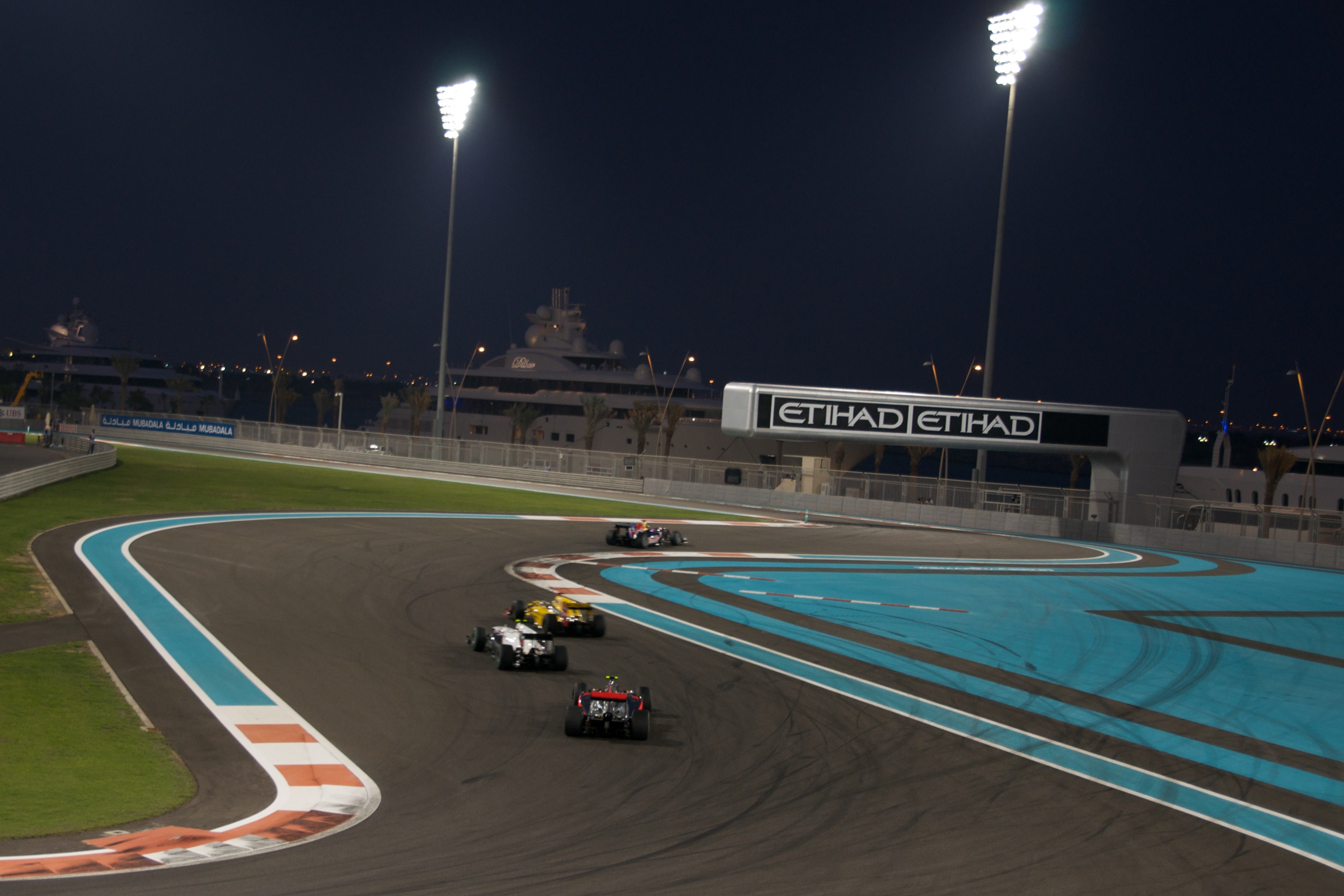
Rennszene im Dunkeln

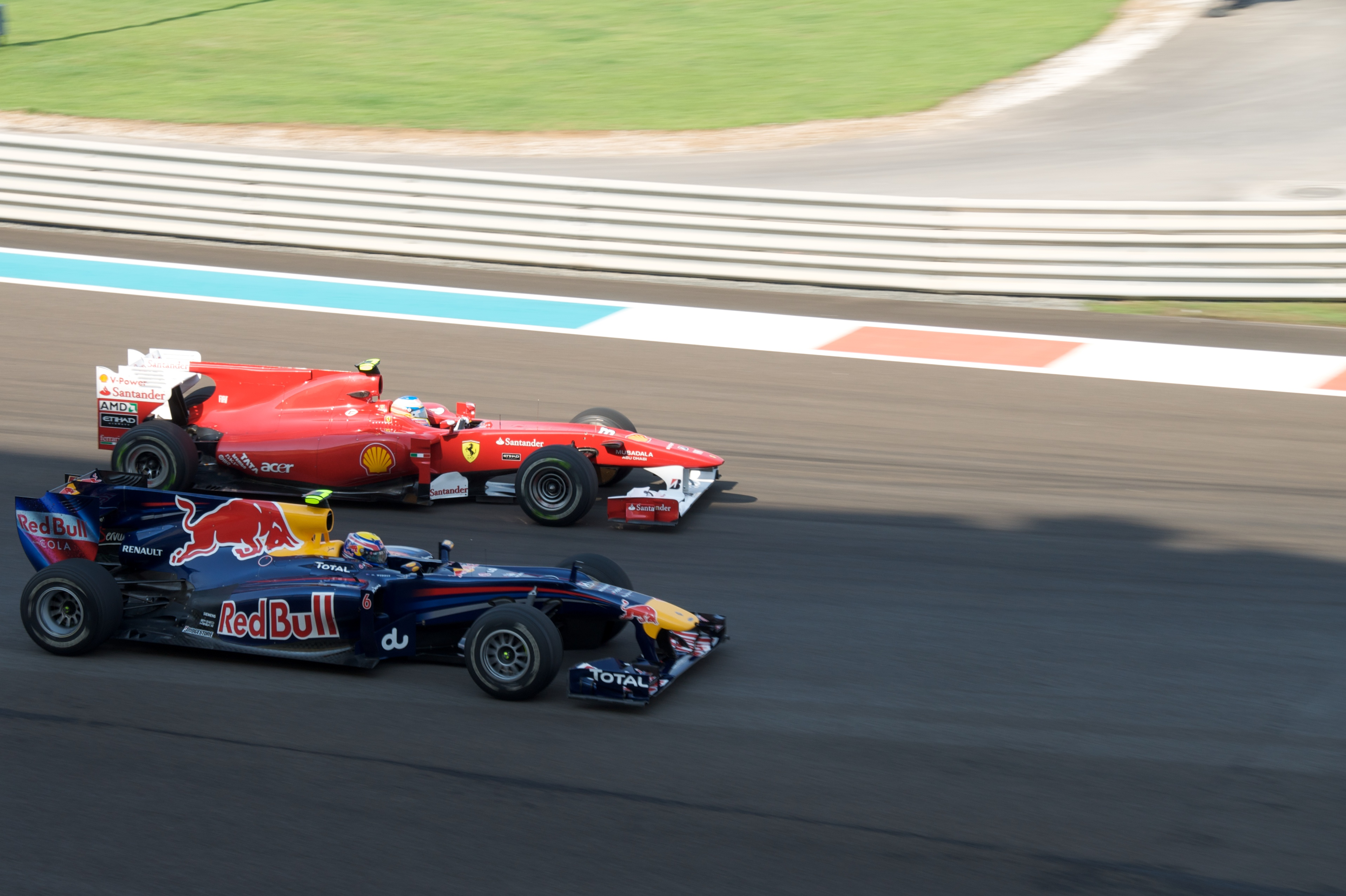
Überholmanöver Mark Webber (unten) gegen Fernando Alonso

Beim Start zum Großen Preis von Abu Dhabi behielt Vettel die Führungsposition vor Hamilton. Alonso kam nicht optimal vom Startplatz weg und fiel hinter Button zurück. Wenig später drehte sich Michael Schumacher und kam in entgegengesetzter Richtung zum Stehen. Vitantonio Liuzzi konnte nicht mehr ausweichen und kollidierte mit Schumacher. Beide Piloten blieben unverletzt, schieden jedoch aus. Da die Strecke voller Trümmerteile war, musste das Safety-Car auf die Strecke. Während der Safety-Car-Phase absolvierten unter anderem Nico Rosberg, Witali Petrow und Jaime Alguersuari ihren Boxenstopp. Nach dem Restart behielt Vettel die Führung und es kam auf den ersten sechs Positionen zu keinen Verschiebungen. Zu diesem Zeitpunkt führte Alonso die virtuelle Weltmeisterschaftswertung an.
Nachdem Webber eine Mauer leicht touchiert hatte, absolvierte er seinen Boxenstopp und fiel dabei hinter drei Piloten zurück, die schon ihren Boxenstopp absolviert hatten. Zwar erzielte er mit den neuen Reifen schnellere Rundenzeiten als die Fahrer an der Spitze, er musste jedoch auch Alguersuari überholen. Ferrari reagierte auf Webbers Stopp, indem sie zunächst Massa und anschließend Alonso in die Box beorderten. Während Massa hinter Alguersuari zurückfiel, kam Alonso vor Webber auf die Strecke. Er lag allerdings außerhalb der Punkteränge hinter mehreren Piloten, von denen Rosberg und Petrow schon gestoppt hatten. Die führenden drei Fahrer Vettel, Hamilton und Button wurden daraufhin von ihren Teams angewiesen, noch länger auf der Strecke zu bleiben, um nicht hinter Rosberg oder Petrow zurückzufallen.

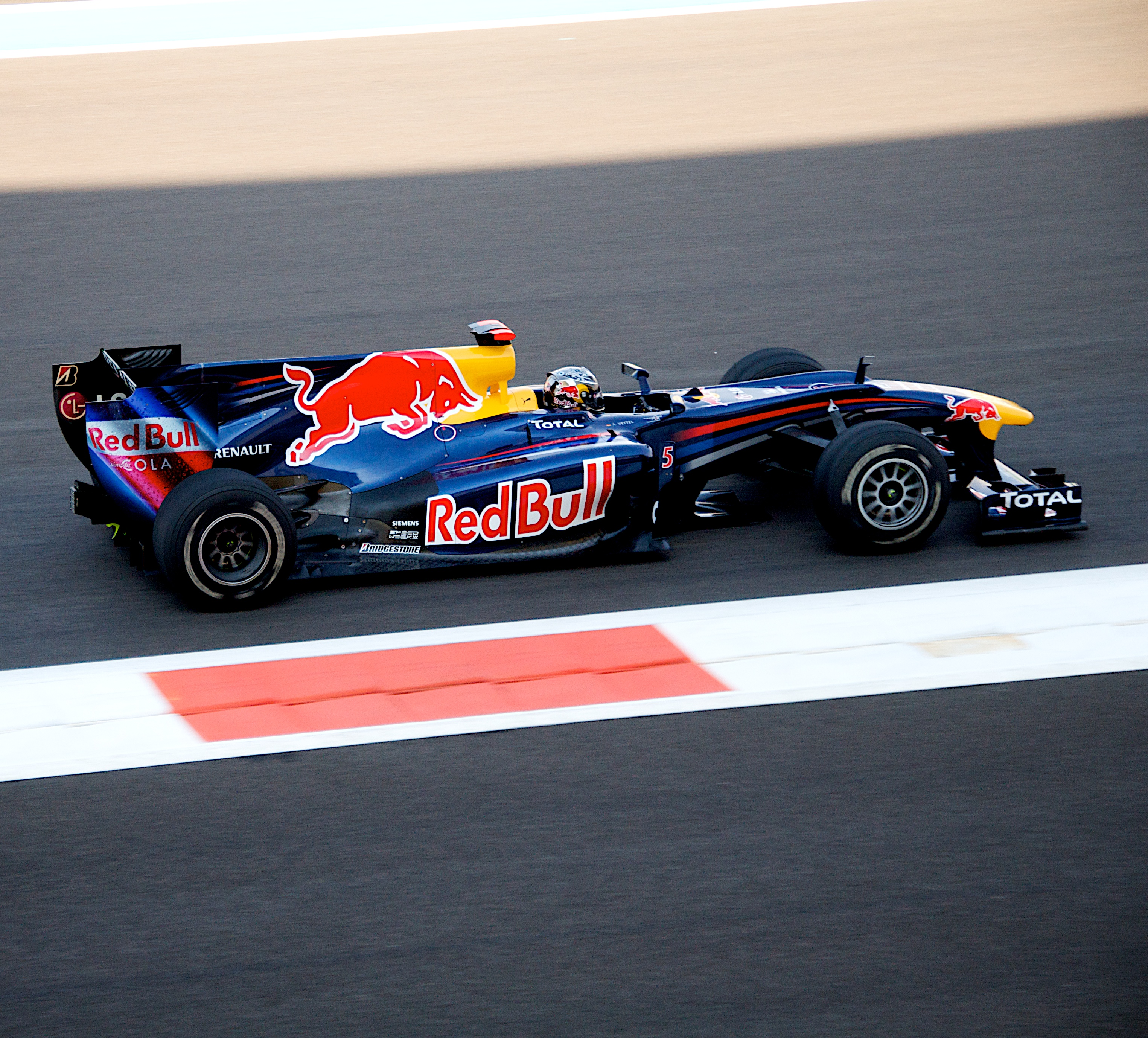
Sieger und Weltmeister Sebastian Vettel

Alonso wiederum musste noch zwei Positionen gutmachen und dazu auch an Petrow vorbei. Jedoch waren die Renault an diesem Wochenende schnell auf der Geraden und so war es schwer für Alonso, einen Angriff auf Petrow zu unternehmen. In der Zwischenzeit absolvierten auch Hamilton und Vettel ihre Stopps. Hamilton fiel dabei hinter Kamui Kobayashi und Kubica zurück. Während er relativ unproblematisch an Kobayashi vorbeifahren konnte, hatte er Probleme, den Renault-Fahrer Kubica zu überholen. Während Button noch länger draußen blieb und Vettel auf Platz zwei schnellere Rundenzeiten fuhr, hingen Vettels Titelrivalen allesamt hinter Renault-Piloten fest. Während Hamilton keinen Weg an Kubica vorbei fand und sich mit der Position hinter ihm abzufinden schien, setzte Alonso Petrow unter Druck und machte dabei kleine Fehler. Allerdings gelang es Webber zu keiner Zeit, von einem dieser Fehler zu profitieren und selbst an Alonso vorbeizufahren.
Nachdem auch Button an der Box war, hatte Kubica einen genügend großen Vorsprung herausgefahren, um nach einem Stopp vor Alonso zu bleiben. So lag Alonso drei Positionen hinter dem vierten Platz, der ihm den Titelgewinn gebracht hätte. Hamilton erzielte, nachdem er freie Fahrt hatte, zwar noch die schnellste Runde, auf Vettel aufschließen konnte er jedoch nicht. Mehrere Runden vor Rennende schied des Weiteren Timo Glock aus. Vettel fuhr schließlich als Erster über die Ziellinie und feierte seinen fünften Saisonsieg sowie seinen zehnten insgesamt in der Formel-1-Weltmeisterschaft. Auf den Plätzen zwei und drei folgten Hamilton und Button. Als Rosberg auf der vierten Position ins Ziel gekommen war, stand Vettel als Weltmeister der Saison 2010 fest. Er wurde durch den Titelgewinn zum bis dahin jüngsten Formel-1-Weltmeister und löste damit den bisherigen Rekordhalter Hamilton ab.
Hinter den beiden Renault-Piloten Kubica und Petrow kam Alonso schließlich vor Webber auf Platz sieben ins Ziel. Für den Ferrari-Piloten reichte es nur zur Vizeweltmeisterschaft. Webber wurde vor Hamilton Dritter in der Fahrerwertung. Die restlichen Punkte gingen an Alguersuari auf Position neun, den Massa, der als Zehnter ins Ziel kam, nicht überholen konnte.
In der Konstrukteursweltmeisterschaft sicherte sich McLaren-Mercedes die Vizeweltmeisterschaft vor Ferrari.

## Meldeliste
| Team                         | Nr. | Fahrer             | Chassis           | Motor                | Reifen |
| ---------------------------- | --- | ------------------ | ----------------- | -------------------- | ------ |
| Vodafone McLaren Mercedes    | 01  | Jenson Button      | McLaren MP4-25    | Mercedes-Benz 2.4 V8 | B      |
| Vodafone McLaren Mercedes    | 02  | Lewis Hamilton     | McLaren MP4-25    | Mercedes-Benz 2.4 V8 | B      |
| Mercedes GP Petronas F1 Team | 03  | Michael Schumacher | Mercedes MGP W01  | Mercedes-Benz 2.4 V8 | B      |
| Mercedes GP Petronas F1 Team | 04  | Nico Rosberg       | Mercedes MGP W01  | Mercedes-Benz 2.4 V8 | B      |
| Red Bull Racing              | 05  | Sebastian Vettel   | Red Bull RB6      | Renault 2.4 V8       | B      |
| Red Bull Racing              | 06  | Mark Webber        | Red Bull RB6      | Renault 2.4 V8       | B      |
| Scuderia Ferrari Marlboro    | 07  | Felipe Massa       | Ferrari F10       | Ferrari 2.4 V8       | B      |
| Scuderia Ferrari Marlboro    | 08  | Fernando Alonso    | Ferrari F10       | Ferrari 2.4 V8       | B      |
| AT&T Williams                | 09  | Rubens Barrichello | Williams FW32     | Cosworth 2.4 V8      | B      |
| AT&T Williams                | 10  | Nico Hülkenberg    | Williams FW32     | Cosworth 2.4 V8      | B      |
| Renault F1 Team              | 11  | Robert Kubica      | Renault R30       | Renault 2.4 V8       | B      |
| Renault F1 Team              | 12  | Witali Petrow      | Renault R30       | Renault 2.4 V8       | B      |
| Force India F1 Team          | 14  | Adrian Sutil       | Force India VJM03 | Mercedes-Benz 2.4 V8 | B      |
| Force India F1 Team          | 15  | Vitantonio Liuzzi  | Force India VJM03 | Mercedes-Benz 2.4 V8 | B      |
| Scuderia Toro Rosso          | 16  | Sébastien Buemi    | Toro Rosso STR5   | Ferrari 2.4 V8       | B      |
| Scuderia Toro Rosso          | 17  | Jaime Alguersuari  | Toro Rosso STR5   | Ferrari 2.4 V8       | B      |
| Lotus Racing                 | 18  | Jarno Trulli       | Lotus T127        | Cosworth 2.4 V8      | B      |
| Lotus Racing                 | 19  | Fairuz Fauzy       | Lotus T127        | Cosworth 2.4 V8      | B      |
| Lotus Racing                 | 19  | Heikki Kovalainen  | Lotus T127        | Cosworth 2.4 V8      | B      |
| HRT F1 Team                  | 20  | Christian Klien    | HRT F110          | Cosworth 2.4 V8      | B      |
| HRT F1 Team                  | 21  | Bruno Senna        | HRT F110          | Cosworth 2.4 V8      | B      |
| BMW Sauber F1 Team           | 22  | Nick Heidfeld      | Sauber C29        | Ferrari 2.4 V8       | B      |
| BMW Sauber F1 Team           | 23  | Kamui Kobayashi    | Sauber C29        | Ferrari 2.4 V8       | B      |
| Virgin Racing                | 24  | Timo Glock         | Virgin VR-01      | Cosworth 2.4 V8      | B      |
| Virgin Racing                | 25  | Lucas di Grassi    | Virgin VR-01      | Cosworth 2.4 V8      | B      |

Anmerkungen
1. 1 2  Fauzy fuhr den Lotus mit der Nummer 19 im ersten freien Training. Kovalainen übernahm das Fahrzeug anschließend für das restliche Rennwochenende.

## Klassifikationen

### Qualifying
| Pos. | Fahrer             | Konstrukteur         | Q1       | Q2       | Q3       | Start |
| ---- | ------------------ | -------------------- | -------- | -------- | -------- | ----- |
| 01   | Sebastian Vettel   | Red Bull-Renault     | 1:40,318 | 1:39,874 | 1:39,394 | 01    |
| 02   | Lewis Hamilton     | McLaren-Mercedes     | 1:40,335 | 1:40,119 | 1:39,425 | 02    |
| 03   | Fernando Alonso    | Ferrari              | 1:40,170 | 1:40,311 | 1:39,792 | 03    |
| 04   | Jenson Button      | McLaren-Mercedes     | 1:40,877 | 1:40,014 | 1:39,823 | 04    |
| 05   | Mark Webber        | Red Bull-Renault     | 1:40,690 | 1:40,074 | 1:39,925 | 05    |
| 06   | Felipe Massa       | Ferrari              | 1:40,942 | 1:40,323 | 1:40,202 | 06    |
| 07   | Rubens Barrichello | Williams-Cosworth    | 1:40,904 | 1:40,476 | 1:40,203 | 07    |
| 08   | Michael Schumacher | Mercedes             | 1:41,222 | 1:40,452 | 1:40,516 | 08    |
| 09   | Nico Rosberg       | Mercedes             | 1:40,231 | 1:40,060 | 1:40,589 | 09    |
| 10   | Witali Petrow      | Renault              | 1:41,018 | 1:40,658 | 1:40,901 | 10    |
| 11   | Robert Kubica      | Renault              | 1:41,336 | 1:40,780 | –        | 11    |
| 12   | Kamui Kobayashi    | Sauber-Ferrari       | 1:41,045 | 1:40,783 | –        | 12    |
| 13   | Adrian Sutil       | Force India-Mercedes | 1:41,473 | 1:40,914 | –        | 13    |
| 14   | Nick Heidfeld      | Sauber-Ferrari       | 1:41,409 | 1:41,113 | –        | 14    |
| 15   | Nico Hülkenberg    | Williams-Cosworth    | 1:41,015 | 1:41,418 | –        | 15    |
| 16   | Vitantonio Liuzzi  | Force India-Mercedes | 1:41,681 | 1:41,642 | –        | 16    |
| 17   | Jaime Alguersuari  | Toro Rosso-Ferrari   | 1:41,707 | 1:41,738 | –        | 17    |
| 18   | Sébastien Buemi    | Toro Rosso-Ferrari   | 1:41,824 | –        | –        | 18    |
| 19   | Jarno Trulli       | Lotus-Cosworth       | 1:43,516 | –        | –        | 19    |
| 20   | Heikki Kovalainen  | Lotus-Cosworth       | 1:43,712 | –        | –        | 20    |
| 21   | Timo Glock         | Virgin-Cosworth      | 1:44,095 | –        | –        | 21    |
| 22   | Lucas di Grassi    | Virgin-Cosworth      | 1:44,510 | –        | –        | 22    |
| 23   | Bruno Senna        | HRT-Cosworth         | 1:45,085 | –        | –        | 23    |
| 24   | Christian Klien    | HRT-Cosworth         | 1:45,296 | –        | –        | 24    |

### Rennen
| Pos. | Fahrer             | Konstrukteur         | Runden | Stopps | Zeit        | Start | Schnellste Runde |
| ---- | ------------------ | -------------------- | ------ | ------ | ----------- | ----- | ---------------- |
| 01   | Sebastian Vettel   | Red Bull-Renault     | 55     | 1      | 1:39:36,837 | 01    | 1:41,739 (50.)   |
| 02   | Lewis Hamilton     | McLaren-Mercedes     | 55     | 1      | + 10,162    | 02    | 1:41,274 (47.)   |
| 03   | Jenson Button      | McLaren-Mercedes     | 55     | 1      | + 11,047    | 04    | 1:41,636 (48.)   |
| 04   | Nico Rosberg       | Mercedes             | 55     | 1      | + 30,747    | 09    | 1:41,711 (52.)   |
| 05   | Robert Kubica      | Renault              | 55     | 1      | + 39,026    | 11    | 1:41,753 (51.)   |
| 06   | Witali Petrow      | Renault              | 55     | 1      | + 43,520    | 10    | 1:42,311 (52.)   |
| 07   | Fernando Alonso    | Ferrari              | 55     | 1      | + 43,797    | 03    | 1:42,227 (52.)   |
| 08   | Mark Webber        | Red Bull-Renault     | 55     | 1      | + 44,243    | 05    | 1:42,196 (52.)   |
| 09   | Jaime Alguersuari  | Toro Rosso-Ferrari   | 55     | 1      | + 50,201    | 17    | 1:42,727 (49.)   |
| 10   | Felipe Massa       | Ferrari              | 55     | 1      | + 50,868    | 06    | 1:42,725 (52.)   |
| 11   | Nick Heidfeld      | Sauber-Ferrari       | 55     | 1      | + 51,551    | 14    | 1:42,673 (52.)   |
| 12   | Rubens Barrichello | Williams-Cosworth    | 55     | 1      | + 57,686    | 07    | 1:42,669 (50.)   |
| 13   | Adrian Sutil       | Force India-Mercedes | 55     | 1      | + 58,325    | 13    | 1:42,695 (52.)   |
| 14   | Kamui Kobayashi    | Sauber-Ferrari       | 55     | 1      | + 59,558    | 12    | 1:42,733 (53.)   |
| 15   | Sébastien Buemi    | Toro Rosso-Ferrari   | 55     | 1      | + 1:03,178  | 18    | 1:42,573 (50.)   |
| 16   | Nico Hülkenberg    | Williams-Cosworth    | 55     | 1      | + 1:04,763  | 15    | 1:42,397 (51.)   |
| 17   | Heikki Kovalainen  | Lotus-Cosworth       | 54     | 1      | + 1 Runden  | 20    | 1:45,378 (52.)   |
| 18   | Lucas di Grassi    | Virgin-Cosworth      | 53     | 1      | + 2 Runden  | 22    | 1:46,126 (50.)   |
| 19   | Bruno Senna        | HRT-Cosworth         | 53     | 1      | + 2 Runden  | 23    | 1:46,255 (52.)   |
| 20   | Christian Klien    | HRT-Cosworth         | 53     | 1      | + 2 Runden  | 24    | 1:46,646 (44.)   |
| 21   | Jarno Trulli       | Lotus-Cosworth       | 51     | 1      | + 4 Runden  | 19    | 1:45,979 (42.)   |
| –    | Timo Glock         | Virgin-Cosworth      | 43     | 1      | DNF         | 21    | 1:46,837 (39.)   |
| –    | Michael Schumacher | Mercedes             | 0      | 0      | DNF         | 08    | –                |
| –    | Vitantonio Liuzzi  | Force India-Mercedes | 0      | 0      | DNF         | 16    | –                |

## WM-Stände nach dem Rennen
Die ersten zehn des Rennens bekamen 25, 18, 15, 12, 10, 8, 6, 4, 2 bzw. 1 Punkt(e).

### Fahrerwertung
| Pos. | Fahrer             | Konstrukteur         | Punkte |
| ---- | ------------------ | -------------------- | ------ |
| 01   | Sebastian Vettel   | Red Bull-Renault     | 256    |
| 02   | Fernando Alonso    | Ferrari              | 252    |
| 03   | Mark Webber        | Red Bull-Renault     | 242    |
| 04   | Lewis Hamilton     | McLaren-Mercedes     | 240    |
| 05   | Jenson Button      | McLaren-Mercedes     | 214    |
| 06   | Felipe Massa       | Ferrari              | 144    |
| 07   | Nico Rosberg       | Mercedes             | 142    |
| 08   | Robert Kubica      | Renault              | 136    |
| 09   | Michael Schumacher | Mercedes             | 72     |
| 10   | Rubens Barrichello | Williams-Cosworth    | 47     |
| 11   | Adrian Sutil       | Force India-Mercedes | 47     |
| 12   | Kamui Kobayashi    | Sauber-Ferrari       | 32     |
| 13   | Witali Petrow      | Renault              | 27     |
| 14   | Nico Hülkenberg    | Williams-Cosworth    | 22     |

| Pos. | Fahrer            | Konstrukteur         | Punkte |
| ---- | ----------------- | -------------------- | ------ |
| 15   | Vitantonio Liuzzi | Force India-Mercedes | 21     |
| 16   | Sébastien Buemi   | Toro Rosso-Ferrari   | 8      |
| 17   | Pedro de la Rosa  | Sauber-Ferrari       | 6      |
| 18   | Nick Heidfeld     | Sauber-Ferrari       | 6      |
| 19   | Jaime Alguersuari | Toro Rosso-Ferrari   | 5      |
| 20   | Heikki Kovalainen | Lotus-Cosworth       | 0      |
| 21   | Jarno Trulli      | Lotus-Cosworth       | 0      |
| 22   | Karun Chandhok    | HRT-Cosworth         | 0      |
| 23   | Bruno Senna       | HRT-Cosworth         | 0      |
| 24   | Lucas di Grassi   | Virgin-Cosworth      | 0      |
| 25   | Timo Glock        | Virgin-Cosworth      | 0      |
| 26   | Sakon Yamamoto    | HRT-Cosworth         | 0      |
| 27   | Christian Klien   | HRT-Cosworth         | 0      |

### Konstrukteurswertung
| Pos. | Konstrukteur      | Punkte |
| ---- | ----------------- | ------ |
| 01   | Red Bull-Renault  | 498    |
| 02   | McLaren-Mercedes  | 454    |
| 03   | Ferrari           | 396    |
| 04   | Mercedes          | 214    |
| 05   | Renault           | 163    |
| 06   | Williams-Cosworth | 69     |

| Pos. | Konstrukteur         | Punkte |
| ---- | -------------------- | ------ |
| 07   | Force India-Mercedes | 68     |
| 08   | Sauber-Ferrari       | 44     |
| 09   | Toro Rosso-Ferrari   | 13     |
| 10   | Lotus-Cosworth       | 0      |
| 11   | HRT-Cosworth         | 0      |
| 12   | Virgin-Cosworth      | 0      |